# Гончаренко Петро Дмитрович
Петро Дмитрович Гончаренко (4 березня 1966, Чернігівська область, Україна) — капітан I рангу запасу Військово-Морських Сил Збройних Сил України. Начальник тилу Командування ВМС ЗС України. До 2014 - ТВО начальника Академії ВМС імені П. С. Нахімова. З 2017 по 2020 рік - начальник Інституту Військово-Морських Сил Національного університету «Одеська морська академія».

## Життєпис
Народився 4 березня 1966 року в селі Кіпті Козелецькому районі на Чернігівщині. 

### Освіта
У 1991 році закінчив Чорноморське вище військово-морське училище ім. Нахімова.
У 2004 р. закінчив оперативно-тактичний факультет СВМІ ім. П. С. Нахімова. Кандидат технічних наук.

### Кар'єра
У 1991–1993 рр. — Командир артилерійської батареї сторожового корабля «Грозящий».

У 1993–1994 рр. — Командир артилерійської батареї РК «Україна» ВМС України.

У 1994–1996 рр. — Командир ракетно-артилерійської бойової частини сторожового корабля «Гетьман Сагайдачний».

У 1996–1997 рр. — Старший помічник сторожового корабля «Гетьман Сагайдачний».

У 1997–2002 рр. — Командир фрегата «Гетьман Сагайдачний».

У 2002–2005 рр. — Начальник штабу — перший заступник командира бригади надводних кораблів, командир бригади надводних кораблів ВМС ЗС України.

У 2005–2006 рр. — Начальник факультету озброєння Севастопольського військово-морського інституту.

У 2006–2007 рр. — Командир ескадри різнорідних сил ВМС ЗС України.

У 2007–2009 рр. — Заступник начальника СВМІ ім. П. С. Нахімова.

У 2009–2012 рр. — на посаді заступника начальника виконував обов'язки начальника Академії ВМС ім. П. С. Нахімова.
З 2014 року т.в.о. начальника Академії військово-морських сил імені П. С. Нахімова.
Неодноразово брав участь у далеких морських походах і міжнародних морських навчаннях «Кооператив-партнер-2000», «Кооператив-партнер-2002», «Кооператив-партнер-2003», «Блексіфор — 2004», «Blue game — 2005», «Сорбет-Роял-2005».
Під час російської збройної агресії проти України та окупації Криму, протистояв захопленню об'єктів навчально-матеріальної бази ВМС ЗС України та 08.04.2014 у складі викладачів та курсантів, які залишилися вірні Військовій присязі, прибув до м. Одеса.
З 2014 по 2017 рр. — начальник тилу Командування Військово-Морських Сил Збройних Сил України, м. Одеса.
З 2017 по 2020 рр. — начальник Інституту Військово-Морських Сил Національного університету «Одеська морська академія», м. Одеса.
В 2020 році — звільнений з військової служби у Збройних Силах України в запас.

## Сім'я
Разом з дружиною виховує доньку.

## Нагороди та відзнаки
- Орден Данила Галицького (21.08.2017)[8].
- Нагороджений чотирма медалями.